# Molophilus (Lyriomolophilus) gingera
Molophilus (Lyriomolophilus) gingera is een tweevleugelige uit de familie steltmuggen (Limoniidae). De soort komt voor in het Australaziatisch gebied.